# Metacnephia arctocanadensis
Metacnephia arctocanadensis är en tvåvingeart som beskrevs av Yankovsky 1996. Metacnephia arctocanadensis ingår i släktet Metacnephia och familjen knott. Inga underarter finns listade i Catalogue of Life.